# Patricia Noall
Patricia „Trish“ Noall, nach Heirat Patricia Lauzon, (* 2. Juni 1970 in Pointe-Claire, Québec) ist eine ehemalige kanadische Schwimmerin. Sie gewann bei den Olympischen Spielen 1988 eine Bronzemedaille und bei Commonwealth Games erschwamm sie je eine Gold- und Silbermedaille sowie vier Bronzemedaillen.

## Karriere
Bei den Commonwealth Games 1986 in Edinburgh siegte die kanadische 4-mal-100-Meter-Freistilstaffel mit Andrea Nugent, Jane Kerr, Patricia Noall und Pamela Rai vor den Engländerinnen und den Australierinnen. Die 4-mal-200-Meter-Freistilstaffel mit Jane Kerr, Donna McGinnis, Barbara Noall und Sophie Dufour erkämpfte die Bronzemedaille hinter den Australierinnen und den Engländerinnen. In den Einzelwettbewerben erreichte Noall zweimal das Finale und wurde Achte über 100 Meter Freistil und Siebte über 200 Meter Freistil. Bei den  Weltmeisterschaften 1986 in Madrid schwamm Noall nur in einem Finale. Die 4-mal-200-Meter-Freistilstaffel in der Besetzung Patricia Noall, Debbie Wurzburger, Jane Kerr und Donna McGinnis wurde Siebte. Bei den Pan Pacific Championships 1987 belegte Noall den siebten Platz über 200 Meter Freistil. Mit der 4-mal-200-Meter-Freistilstaffel erschwamm sie die Bronzemedaille.
Ein Jahr später bei den Olympischen Spielen 1988 in Seoul trat Patricia Noall in vier Disziplinen an. Sie wurde 9. über 200 Meter Freistil und 13. über 400 Meter Freistil. Die kanadische 4-mal-100-Meter-Freistilstaffel mit Kathy Bald, Kristin Topham, Allison Higson und Jane Kerr erreichte als achtschnellste Staffel des Vorlaufs den Endlauf. Im Finale schwammen Kathy Bald, Patricia Noall, Andrea Nugent und Jane Kerr auf den sechsten Platz. Schließlich erreichte die kanadische Lagenstaffel mit Lori Melien, Keltie Duggan, Jane Kerr und Patricia Noall den Endlauf mit der fünftschnellsten Zeit. Im Finale schwammen Lori Melien, Allison Higson, Jane Kerr und Andrea Nugent fast vier Sekunden schneller als die kanadische Staffel im Vorlauf und gewannen die Bronzemedaille hinter den Staffeln aus der DDR und den USA. Duggan und Noall erhielten für ihren Vorlaufeinsatz ebenfalls eine Bronzemedaille. Bei den Pan Pacific Championships 1989 in Tokio siegte Noall über 200 Meter Freistil, gewann Silber mit der 4-mal-100-Meter-Freistilstaffel und Bronze mit der 4-mal-200-Meter-Freistilstaffel.
1990 bei den Commonwealth Games in Auckland siegte über 100 Meter Freistil die Australierin Karen van Wirdum vor ihrer Landsfrau Lisa Curry, dahinter erkämpfte Noall die Bronzemedaille. Ebenfalls Bronze erhielt Noall über 200 Meter Freistil hinter den Australierinnen Hayley Lewis und Jennifer McMahon. Bei den Weltmeisterschaften 1991 in Perth wurde Noall Sechste mit der 4-mal-100-Meter-Freistilstaffel und Fünfte mit der 4-mal-200-Meter-Freistilstaffel. Im Sommer 1991 gewann Patricia Noall fünf Medaillen bei der Universiade in Sheffield. Sie siegte über 400 Meter Freistil, wurde Zweite über 200 Meter Freistil und Dritte über 400 Meter Lagen. Ebenfalls Bronze erhielt sie mit beiden Freistilstaffeln. 1993 bei der Universiade in Buffalo erschwamm Noall Silber mit der 4-mal-100-Meter-Freistilstaffel.
Patricia Noall studierte an der University of Montreal.